# یوشیسادا ساکاگوچی
یوشیسادا ساکاگوچی (انگلیسی: Yoshisada Sakaguchi; ۲ اکتبر ۱۹۳۹ – ۱۳ فوریهٔ ۲۰۲۰) بازیگر، و صداپیشگی در ژاپن اهل ژاپن بود. وی بین سال‌های ۱۹۶۰ تا ۲۰۲۰ میلادی فعالیت می‌کرد.